# Sera Tokdemir
Sera Tokdemir (* 11. April 1981 in Mersin) ist eine türkische Schauspielerin.

## Leben und Karriere
Sera Tokdemir wurde am 11. April 1981 in Mersin geboren. Sie studierte an der Bilkent Üniversitesi. Von 2003 bis 2009 war sie mit dem türkischen Fußballtorhüter Göksel Gencer verheiratet. Ihr Debüt gab sie 2009 in dem Film Aşk Geliyorum Demez. Danach spielte sie im selben Jahr in dem Film Hırçın Kız Kadife mit. Ihre erste Hauptrolle bekam sie 2012 in Bana Bir Soygun Yaz.
Anschließend war Tokdemir 2013 in der Fernsehserie Yüksek Giriş zu sehen. Außerdem trat sie 2014 in Analı Oğullu auf. Zwischen 2014 und 2016 spielte sie in der Serie Kertenkele die Hauptrolle. Unter anderem wurde sie 2017 für die Serie Diriliş Ertuğrul gecastet. Seit 2021 ist sie in Tozkoparan İskender zu sehen.

## Theater
- 2009–2010: Elbiseler Fora
- 2013: Arap Saçı

## Filmografie
Filme
- 2009: Aşk Geliyorum Demez
- 2009: Hırçın Kız Kadife
- 2010: Çakallarla Dans
- 2012: Bana Bir Soygun Yaz
- 2013: Su ve Ateş
- 2015: Bizim Hikaye
- 2019: Mucize 2: Aşk
- 2021: Müfreze
- 2022: Aşk Çağırırsan Gelir
- 2022: Aynasız Haluk
- 2022: Şimdi Yandık

Serien
- 2009: Ey Aşk Nerdesin
- 2009: Kapalıçarşı
- 2009: İstanbul Çocukları
- 2010–2012: Kanıt
- 2011–2012: Hayat Devam Ediyor
- 2014: Analı Oğullu
- 2014–2016: Kertenkele
- 2017: Diriliş Ertuğrul
- seit 2021: Tozkoparan İskender